# Радина Думанян
Радина Думанян е българска актриса, известна с участието си в сериала „Откраднат живот“.

## Биография
Родена е на 13 април 1990 г. в Пловдив. Завършва с бакалавърска степен НАТФИЗ в класа на професор Пламен Марков през 2013 г.
След дипломирането си започва работа в Драматичен театър - Пловдив. Участва в спектаклите „Възвишение“, „Чиста Къща“, „Евридика в подземния свят“, „Духът на любовта“, „Съблечи се“, „Работно време“, „Дебелянов и ангелите“, „Наемателят“, „По-студено от тук“ и „Одисей“.
Играе и на сцената на Театър 199 в спектакъла „Хаос“ от Мика Миляхо, режисьор - Марий Росен.
Участва в три сезона на българския медицински сериал „Откраднат живот“ в ролята на анестезиолога д-р Биляна Захариева.
През 2022 г. играе Рая в новия сериал „Лъжите в нас“, който се очаква да се излъчи през пролетта по NOVA.

## Филмография
- „Откраднат живот“ (2016-2017; 2020) – д-р Биляна Захариева
- „Лъжите в нас“ (2022) – Рая